# Tim Scott (beeldhouwer)
Tim Scott (Richmond upon Thames, 18 april 1937) is een Engelse beeldhouwer.

## Leven en werk
Tim Scott studeerde van 1954 tot 1959 architectuur aan de Architectural Association in Londen en volgde tegelijkertijd een parttime studie beeldhouwen aan St Martin's School of Art (nu bekend als Central Saint Martins College of Art and Design) eveneens in Londen. Zijn hoogleraar aan St Martin was Anthony Caro, die destijds nog een figuratieve beeldhouwer was. Scott zocht naar de abstracte kunst en vond die bij Constantin Brâncuşi.
Scott werkte van 1959 tot 1961, aansluitend op zijn architectuurstudie, in het Atelier Le Corbusier-Wogenscky in Parijs. Daar maakte hij, zij het nog uitsluitend door middel van foto's, kennis met het abstracte werk van de Amerikaanse beeldhouwer David Smith. Zijn leraar Caro had inmiddels David Smith in de Verenigde Staten bezocht en zelf zijn stijl veranderd. Caro bezocht Scott in Parijs en zij bediscussieerden het abstracte werk van David Smith. Een en ander betekende niet alleen een radicale verandering van werkwijze voor Caro en Scott, maar beïnvloedde eveneens de naoorlogse Britse avant-garde onder de beeldhouwers. Na zijn terugkeer in Londen in 1961 kreeg Scott een aanstelling aan de St Martin School of Art en werd mede op aandringen van de studenten het traditionele beeldhouwen vervangen door de abstracte.
In tegenstelling tot vele andere abstract werkende beeldhouwers werkte Scott niet uitsluitend met metaal, maar zocht daarnaast naar nieuwere materialen zoals fiberglas, perspex-platen en glas. Halverwege de jaren zeventig stopte hij deze experimenten en ging over op staal als materiaal voor zijn sculptures. In 1965 werd een tentoonstelling georganiseerd in de Whitechapel Art Gallery. Scott werd met beeldhouwers als David Annesley, Michael Bolus, Phillip King en William G. Tucker bekend als de New Generation. Scott heeft vele jonge Britse beeldhouwers beïnvloed.

## Collecties
Het werk van Scott is te vinden in de collecties van musea en instellingen in Europa en de Verenigde Staten, onder andere:
- Tate Modern, Londen
- The Arts Council Collection, Engeland
- Museum of Modern Art, New York
- Museum of Fine Arts, Boston
- Art Gallery of Alberta, Edmonton
- Skulpturenpark Sammlung Domnick, Nürtingen